# Голубок, Владислав Иосифович
Владисла́в Ио́сифович Голубок (также известен под фамилиями Голуб, Голубев; 3 [15] мая 1882 — 28 сентября 1937) — белорусский советский актёр, режиссёр, писатель, художник, декоратор, первый народный артист Белорусской ССР (17.12.1928), один из основателей белорусского национального театра, художественный руководитель и директор Белорусского государственного театра.

## Биография
Родился на станции Лесная под Барановичами в семье железнодорожника. Вскоре после рождения Владислава семья переехала на постоянное жительство в Минск.
Окончил церковно-приходскую школу и два класса Минского городского училища. С 13 лет работал приказчиком в магазине, затем был конторщиком на железной дороге.
Свою творческую деятельность начал в 1906 (по др. данным в 1908) году, занимался литературной деятельностью, сотрудничал с белорусскими газетами «Наша ніва» (г. Вильна) и «Молодая Белаусь». В Петербурге в 1913 году был напечатан его сборник «Рассказы». Увлекался также живописью и музыкой.
В 1917—1920 годах — актёр и режиссёр «Первого товарищества белорусской драмы и комедии», где поставил свои первые пьесы: «Писаревы именины» (1917), «Последняя встреча» (1917), «Безвинная кровь» (1918), «Безродный» (1919, роль Урядника).
В 1920 году создал и возглавил собственный театр «Труппа Голубка», в задачу которого входило обслуживание преимущественно сельского зрителя во всех районах БССР. За пять лет труппой было дано около 1000 спектаклей для крестьян и проживающих за городом рабочих. Репертуар состоял в основном из пьес авторства самого В. И. Голубка («На плотах», «Безродные», «Подкидыш», «Суд» и др.).
Позже театр был преобразован в Белорусский государственный передвижной театр (1926—1932), затем — в Третий белорусский государственный театр (1932—1937) с базой в г. Гомеле. В 1931 году был отстранён от художественного руководства труппой, но оставался директором театра и актёром.
17 декабря 1928 года получил звание Народного артиста БССР, постановление Совета Народных Комиссаров БССР 
Создал четыре десятка пьес из жизни белорусского народа, среди которых мелодрамы, комедии, фарсы, водевили, картины «На реке Березе», «Утром», «Туманы».
Был ярким исполнителем драматических и характерных ролей: Овечка («Суд»), Сурынта («Пан Сурынта»), Гусак («Диктатура» Микитенко), Андрон («Мой друг» Погодина), Командир («Контратака» Курдина) и др.. Воспитал многих белорусских актёров, среди них: В. И. Дедюшко, А. А. Згировский, К. Ф. Былич и др..

## Арест
Арестовали в августе 1937 г. «традиционным» способом, на рассвете. Скоро в минской квартире драматурга состоялся обыск. Забрали не только все рукописи, но даже частные вещи театра. Пострадала семья: старшему сыну Эдуарду, научному сотруднику, не позволили защитить диссертацию по белорусской драматургии, дочь Богуславу заставили ехать на деревню — «перевоспитываться» в колхозе, младших сыновей исключили из комсомола, как детей врага народа. Жена в отчаянии пыталась покончить жизнь самоубийством — ее еле спасли.
Владислав Голубок приговорен к высшей мере наказания, 28 сентября 1937 года расстрелян
После ареста Голубка все его картины были увезен в НКВД, затем туда пригласили гомельского художника Михаила Симковского и велели зарисовать на всех полотнах подпись автора. Симковский работал всю ночь, не надеясь, что и сам выйдет на свободу. Однако утром его выпустили и даже разрешили взять что-ничто из произведений Голубка. Симковский смог вынести только четыре работы. Сейчас они висят в одном из гомельских клубов.
О дальнейшей судьбе Голубка его семья так ничего и не узнала. В выданных документах стояло — умер в 1942 г. от гипертонии. Есть основания считать, что это сообщение — фальшивая отписка, которых было много в то время.
Реабилитирован посмертно 26 августа 1957 года Верховным судом БССР..

## Список постановок пьес Владислава Голубка
- «Последнее свидание» (Вильно, 1917, поставлена в 1919),
- «Писаровы именины» (1917, поставлена в 1927),
- «Безвинная кровь» (поставлена в 1918),
- «Залеты пономаря» (поставлена в 1918),
- «Безродный» (поставлена в 1919),
- «Суд» (Вільня, 1920, поставлена в 1924),
- «Душегубы» (поставлена в 1921),
- «Крыльца» (1920, поставлена в 1929),
- «Пан Сурынта» (1923, поставлена в 1930),
- «Плотагоны» (поставлена в 1923),
- «Фанатик» (поставлена в 1922),
- «Пинская мадонна» (поставлена в 1927),
- «Белый венок» (1921, поставлена в 1929),
- «Ветрогоны» (1919, поставлена в 1930),
- «Липовичок» (1922) и др.
- «Бабы-злодейки» (1922)
- «Краб» (1927, поставлена в 1930),
- «Белая оружие» (1933, поставлена под названием «Рикошет» в 1935),

## Память
- В Минске (жилмассив Кунцевщина)[16], Молодечно[17] и Барановичах[18] в честь В. И. Голубка названы улицы.
- В Минске открыта «Гостиная Владислава Голубка» — филиал государственного музея истории театральной и музыкальной культуры Беларуси[19].
- В 1982 году режиссёр Александр Соловей снял фильм «Владислав Голубок»[20].